# Шепердсвілл (Індіана)
Шепердсвілл (англ. Shepardsville) — переписна місцевість (CDP) в США, в окрузі Віго штату Індіана. Населення — 219 осіб (2020).

## Географія
Шепердсвілл розташований за координатами 39°36′17″ пн. ш. 87°25′23″ зх. д. / 39.60472° пн. ш. 87.42306° зх. д. (39.604695, -87.422937).  За даними Бюро перепису населення США в 2010 році переписна місцевість мала площу 2,39 км², з яких 2,38 км² — суходіл та 0,01 км² — водойми.

## Демографія
Згідно з переписом 2010 року, у переписній місцевості мешкало 237 осіб у 83 домогосподарствах у складі 66 родин. Густота населення становила 99 осіб/км².  Було 93 помешкання (39/км²).
Расовий склад населення:
| - 99,6 % — білих - 0,4 % — чорних або афроамериканців |

До двох чи більше рас належало 0,0 %. Частка іспаномовних становила 0,0 % від усіх жителів.
За віковим діапазоном населення розподілялося таким чином: 29,5 % — особи молодші 18 років, 55,7 % — особи у віці 18—64 років, 14,8 % — особи у віці 65 років та старші. Медіана віку мешканця становила 37,8 року. На 100 осіб жіночої статі у переписній місцевості припадало 95,9 чоловіків;  на 100 жінок у віці від 18 років та старших — 114,1 чоловіків також старших 18 років.
Середній дохід на одне домашнє господарство  становив 80 677 доларів США (медіана — 95 313), а середній дохід на одну сім'ю — 96 704 долари (медіана — 103 250). За межею бідності перебувало 1,6 % осіб, у тому числі 0,0 % дітей у віці до 18 років та 0,0 % осіб у віці 65 років та старших.
Цивільне працевлаштоване населення становило 184 особи. Основні галузі зайнятості: роздрібна торгівля — 61,4 %, освіта, охорона здоров'я та соціальна допомога — 17,4 %, виробництво — 13,0 %.